# Girls' Last Tour
Girls' Last Tour (少女終末旅行, Shōjo Shūmatsu Ryokō, litt. « Le dernier voyage des filles ») est un seinen manga écrit et illustré par Tsukumizu.
Il est prépublié sur le webzine Kurage Bunch entre février 2014 et janvier 2018, et a été compilé en 6 tomes. La version française est publiée par Omaké Books.
Une adaptation en anime de 12 épisodes produit par White Fox et adaptant les 4 premiers tomes du manga, a été diffusé au Japon entre octobre et décembre 2017.

## Histoire

### Prologue
L'histoire de Girls' Last Tour se déroule dans un monde postapocalyptique où la civilisation est morte, ou presque.

### Synopsis
Deux filles, Chito (dite « Chi ») et Yuuri (dite « Yuu ») déambulent sans objectif précis à bord de leur Kettenkrad dans les ruines d'une ville vidée de sa population. Jour après jour, elles cherchent leur nourriture et du carburant pour leur promenade, philosophant par la même occasion sur de nombreux sujets de la vie courante, rencontrant parfois d'autres personnes,,.

## Personnages
Chito (チト)
L'un des deux principales protagonistes. Surnommée « Chii-chan », elle a les cheveux noirs. Alphabétisée, elle possède une grande culture et est une lectrice avide. C'est elle qui conduit le Kettenkrad. Elle est généralement calme et posée, mais peut être agacée par Yuuri occasionnellement. Elle porte un casque Brodie sur la tête et l’enlève rarement.
Yuuri (ユーリ, Yūri)
L'un des deux principales protagonistes. Surnommée « Yuu », elle a les cheveux blonds coiffée en ahoge. Elle ne sait pas lire, mais est une tireuse d'élite au fusil Arisaka Type 38. Elle monte à l'arrière du Kettenkrad. Elle est intriguée par l'inconnu et est assez aventureuse. Elle est gourmande et porte un Stahlhelm sur la tête.
Kanazawa (カナザワ)
Un voyageur que Chito et Yuuri rencontrent en essayant de trouver un chemin vers la strate supérieure de la ville. C'est un cartographe qui veut cartographier toute la ville. Il offre sa caméra — qui est en fait un appareil photo — à Yuuri et Chito quand il les quitte pour continuer son projet de cartographie.
Ishii (イシイ)
Une scientifique qui vit dans une base aérienne abandonnée. Elle cherche à construire un avion sur la base de vieux plans afin de pouvoir atteindre une autre ville. Elle aide à réparer le Kettenkrad de Chito et Yuuri en échange de leur demande leur aide pour terminer l'avion. Elle donne des pommes de terre à Yuuri et Chito et leur dit où en trouver d'autres.
Lechat (ヌコ, Nuko)
Une mystérieuse petite créature longue et blanche, ressemblant à un chat que Chito et Yuuri ramassent au cours de leur voyage. Elle communique avec les filles via des signaux radio. Elle peut changer de forme pour activer des mécanismes et aime manger des balles d'armes à feu. Elle se révèle plus tard faire partie d'une espèce qui consomme des armes et différentes sources d'énergie. Après avoir découvert plusieurs de ses semblables, elle part avec eux. Dans la traduction française, cette créature est nommée Lechat.
Automaton (自律機械)
Un robot capable de se déplacer à quatre pattes et de communiquer avec les êtres humains. Ayant été créé pour gérer l'élevage de poissons, il rencontre Chito et Yuuri lorsqu'elles se rendent dans la zone de pisciculture où il travaillait.

## Manga
Girls' Last Tour a été écrit et illustré par Tsukumizu et publié en feuilleton dans le magazine en ligne Kurage Bunch de Shinchōsha entre le 21 février 2014 et le 12 janvier 2018, et rassemblé en six tomes tankōbon par l'éditeur Shinchōsha,.
Yen Press a publié la série en Amérique du Nord. Une anthologie de manga illustrée par divers artistes est sortie le 13 octobre 2017.

### Fiche technique
- Édition japonaise : Shinchōsha
  - Nombre de volumes sortis : 6[note 2]
  - Date de première publication : 8 octobre 2014
  - Prépublication : Kurage Bunch
- Autres éditions
  - Monde anglophone : Yen Press
  - France : Omaké Books[8]

### Liste des volumes
| no | Japonais         | Japonais          | Français        | Français          |
| no | Date de sortie   | ISBN              | Date de sortie  | ISBN              |
| -- | ---------------- | ----------------- | --------------- | ----------------- |
| 1  | 8 novembre 2014  | 978-4-10-771781-8 | 6 février 2020  | 978-2-379890-10-9 |
| 2  | 9 juillet 2015   | 978-4-10-771830-3 | 28 mai 2020     | 978-2-37989-018-5 |
| 3  | 9 février 2016   | 978-4-10-771874-7 | 13 août 2020    | 978-2-37989-024-6 |
| 4  | 9 novembre 2016  | 978-4-0406-6548-1 | 29 octobre 2020 | 978-2-37989-035-2 |
| 5  | 8 septembre 2017 | 978-4-10-772009-2 | 4 février 2021  | 978-2-37989-047-5 |
| 6  | 9 mars 2018,     | 978-4-10-772060-3 | 1er avril 2021  | 978-2-37989-054-3 |

## Anime

### Série télévisée
Une adaptation en anime par le studio White Fox a été annoncé par Kadokawa à l'Anime Expo de 2017.

#### Fiche technique
- Titre original : 少女終末旅行 (Girls' Last Tour)
- Réalisation : Takaharu Ozaki
- Scénario : d’après Girls' Last Tour de Tsukumizu
- Musique : Kenichiro Suehiro
- Composition de la série : Kazuyuki Fudeyasu (ja)
- Character design : Mai Toda[22]
- Producteur : Shou Tanaka, Mitsuhiro Ogata, Tsunaki Yoshikawa, Noritomo Isogai
- Studio d’animation : White Fox
- Licencié par :
  -  Japon : AT-X, Tokyo MX, KBS Kyoto, Sun TV, BS11, TV Aichi, TVQ[23]
- Nombre d’épisodes diffusés :
  -  Japon : 12
- Nombre d’épisodes disponible en DVD :
  -  Allemagne : 4[24]
- Nombre d’épisodes disponible en Blu-Ray :
  -  Allemagne : 4[24]
- Dates de première diffusion :
  -  AT-X, Tokyo MX, KBS Kyoto, Sun TV, BS11 : 6 octobre 2017[23]
  -  TV Aichi : 7 octobre 2017[23]
  -  TVQ : 9 octobre 2017[23]

Source : IMDb.com

#### Liste des épisodes
Chaque épisode est composé de deux à trois histoires courtes reliées entre elles.[réf. nécessaire]
| No | Titre français | Titre japonais     | Titre japonais           | Date de 1re diffusion |
| No | Titre français | Kanji              | Rōmaji                   | Date de 1re diffusion |
| --- | -------------- | ------------------ | ------------------------ | --------------------- |
| 01 |                | 星空 / 戦争        | Hoshizora / Sensō        | 6 octobre 2017        |
| À la suite d’un cataclysme dont l'origine n'est pas mentionnée, deux filles, Chito et Yuuri, voyagent sans but à travers une usine sombre abandonnée à bord de leur Kettenkrad. Après que Yuuri ait bavé sur sa main pendant son sommeil, Chito se rend compte qu’elles peuvent utiliser un doigt mouillé pour trouver la direction du vent et donc une sortie. Lorsqu'elles réussissent à sortir de l'usine, elles se retrouvent en face d'une immense ville déserte enneigée sous un ciel étoilé. Le lendemain, les filles explorent un champ de bataille et tombent sur un avion abandonné. Elles y trouvent des explosifs et des rations de survie. Après un moment de tension où Yuuri tente de s'accaparer une partie des rations, les filles finissent par se réconcilier. |                |                    |                          |                       |
| 02 |                | 風呂 / 日記 / 洗濯 | Furo / Nikki / Sentaku   | 13 octobre 2017       |
| Cherchant à s’abriter d’une tempête de neige, Chito et Yuuri découvrent une centrale électrique dont l'un des tuyaux contient de l’eau chaude. Ayant réussit à percher le tuyau, elles utilisent l'eau pour prendre un bain de fortune. Chito se fâche contre Yuuri quand elle jette un de ces livres sur le feu comme combustible. Le lendemain, après le passage de la tempête, les filles vont chercher de l’eau potable dans une rivière créée par la fonte des neiges. Elles décident également de laver leurs vêtements et tombent sur un poisson mort qu’elles rôtissent pour dîner. L'épisode se termine sur Chito et Yuuri laissant le courant emporter les arêtes du poisson. |                |                    |                          |                       |
| 03 |                | 遭遇 / 都市 / 街灯 | Sōgū / Toshi / Gaitō     | 20 octobre 2017       |
| Alors qu’elles cherchent l'origine du poisson qu’elles ont mangées, les filles sont gênées par un gouffre qui divise la ville et qui les empêche de continuer. Elles rencontrent un autre survivant nommé Kanazawa qui réussit à créer un pont à travers le gouffre en démolissant un bâtiment à l'explosif. Kanazawa a cartographié la ville abandonnée et se joint au voyage des filles. À l'aide des cartes, il leur indique l'emplacement de citernes de carburant pour le Kettenkrad. Ils atteignent la base d’une tour et prennent un monte-charge externe pour accéder au niveau supérieur de la ville. Cependant, le monte-charge bascule à la suite d'une panne et les cartes de Kanazawa tombent, ce qui lui fait perdre espoir. Les filles parviennent à lui remonter le moral et, en signe de gratitude, Kanazawa leur donne son appareil photo. Alors que Kanazawa part seul pour commencer à redessiner ses cartes, la nuit tombe et les filles regardent les lampadaires s’allumer. |                |                    |                          |                       |
| 04 |                | 写真 / 寺院        | Shashin / Jiin           | 27 octobre 2017       |
| Yuuri et Chito se familiarisent avec l'appareil photo. Plus tard, elles explorent un temple lorsque leur lanterne s’éteint soudainement. Elles finissent par découvrir une pièce lumineuse avec une grande statue, un étang et de faux nénuphars en métal. |                |                    |                          |                       |
| 05 |                | 住居 / 昼寝 / 雨音 | Jūkyo / Hirune / Amaoto  | 3 novembre 2017       |
| Les filles continuent d'explorer la ville et décident de passer la nuit dans un appartement peu meublé, imaginant ce que ce serait de vivre dans une maison. Se sentant fatiguée après être restée éveillée toute la nuit, Chito fait une sieste et fait un rêve particulier où elle est menacée par une gigantesque Yuuri. Plus tard, les filles s’abritent de la pluie dans des ruines, s’intéressant au son que fait la pluie lorsque des gouttes frappent divers objets. |                |                    |                          |                       |
| 06 |                | 故障 / 技術 / 離陸 | Koshō / Gijutsu / Ririku | 10 novembre 2017      |
| Le Kettenkrad tombe en panne et Chito n'arrive pas le réparer. Elles rencontrent une femme nommée Ishii. Ishii tente de construire un avion pour rejoindre une autre ville où elle pense trouver d'autres survivants. Voyant que Chito et Yuuri n'arrivent pas à réparer le Kettenkrad, elle leur propose un marché : Ishii trouve les pièces manquantes pour le Kettenkrad et les filles l'aide à construire l'avion, ce que les filles acceptent. Une fois terminé, Ishii décolle dans son avion, mais l'appareil se crashe peu après le décollage. Heureusement, elle parvient à sauter en parachute et dérive lentement vers les niveaux inférieurs de la ville. |                |                    |                          |                       |
| 07 |                | 迷路 / 調理        | Meiro / Chōri            | 17 octobre 2017       |
| Les filles entrent dans un labyrinthe composé de gros tuyaux tout en suivant la carte d’Ishii jusqu’à une usine de fabrication de produits alimentaires. Chito lutte avec sa peur du vide alors qu’elle et Yuuri marchent sur les tuyaux. Elles finissent par trouver une pièce remplie de machines et d’ingrédients de cuisine : pomme de terre en poudre, sucre et sel. Les filles en déduisent qu’elles étaient utilisées pour faire des rations et, en utilisant les ingrédients, elles cuisent leurs propres barres alimentaires en utilisant l’un des énormes fours. L'épisode se termine par Chito et Yuuri en train de manger les nouvelles rations. |                |                    |                          |                       |
| 08 |                | 記憶 / 螺旋 / 月光 | Kioku / Rasen / Gekkō    | 24 novembre 2017      |
| De retour à l’extérieur, les filles découvrent un endroit étrange avec de hauts blocs noirs percés de tiroirs. Yuuri en fouille un et y trouve un mystérieux appareil [qui s'avèrera être une radio] ainsi que d’autres objets apparemment dénués de sens à l’intérieur. Chito en déduit que les tiroirs sont des tombes contenant les biens de personnes décédées placés ici en leur mémoire. Ensuite, les filles montent un chemin en spirale jusqu’à une autre tour dans leur Kettenkrad. Elles sont obligées de prendre un chemin extérieur qui s’effondre derrière elles, mais elles parviennent à atteindre le sommet. En explorant le sommet de la tour, les filles trouvent des bouteilles de bière et passent la nuit à se saouler au clair de lune. |                |                    |                          |                       |
| 09 |                | 技術 / 水槽 / 生命 | Gijutsu / Suisō / Seimei | 1 décembre 2017       |
| En explorant une installation, les filles sont surprises par la présence d'un grand robot qui ne les voit pas. Elles découvrent ensuite un aquarium contenant un seul poisson gardé par un petit robot. Il explique que l’installation était autrefois utilisée pour la pisciculture. Le robot permet aux filles de nager dans l’un des réservoirs vides de l’aquarium, même si Chito s'y noie presque, n'étant sauvé que par Yuuri. Plus tard, le grand robot commence à démanteler l’installation apparemment en raison d’un bug dans sa programmation. Cela conduit Chito à engager avec le robot gardien une discussion sur ce que signifie être en vie et avoir de l'empathie. Craignant pour la vie du poisson pour qui elles ont fini par éprouver de l'empathie, les filles prennent la décision de le sauver en détruisant le grand robot à l’aide d’explosifs. |                |                    |                          |                       |
| 10 |                | 電車 / 波長 / 捕獲 | Densha / Hachō / Hokaku  | 8 octobre 2017        |
| Les filles conduisent leur Kettenkrad sur un train de marchandises, trouvant ses wagons remplis de machines en panne. Elles débarquent au terminus et prennent un ascenseur vers le sommet du bâtiment. Au fur et à mesure qu’elles montent, Yuuri commence à entendre de la musique provenant de la radio et qui devient plus claire au fur et à mesure qu'elles atteignent la surface. Le lendemain, alors que les filles cherchent de l’eau potable, elles découvrent un petit animal de forme longue et blanche et qui peut communiquer avec elle via la radio. En le nommant « Lechat », les filles décident de l’emmener avec elles dans leur voyage. |                |                    |                          |                       |
| 11 |                | 文化 / 破壊 / 過去 | Bunkai / Hakai / Kako    | 15 décembre 2017      |
| Yuuri découvre que Lechat aime manger des balles de fusils tandis que Chito trouve un livre sur la guerre et la civilisation écrit en anglais. Elles arrivent bientôt à ce qui semble une horloge, où la musique recommence à jouer à la radio. Ils décident de se diriger vers la source de l’émission. Les filles sont interrompues par un robot incroyablement grand qui s’écrase devant elles. Lechat alimente le robot et Yuuri, en tentant de comprendre le fonctionnement, met en marche certaines armes, causant une destruction massive à la ville. Le lendemain, les filles suivent le signal de la musique vers un sous-marin encore fonctionnel gisant dans la neige, à l’intérieur duquel elles trouvent des missiles nucléaires. |                |                    |                          |                       |
| 12 |                | 接続 / 仲間        | Setsuzoku / Nakama       | 22 décembre 2017      |
| Tout en explorant le sous-marin, les filles synchronisent par inadvertance leur appareil photo avec l’ordinateur du sous-marin et celui-ci affiche leurs photos, y compris celles prises par Kanazawa avant de leur donner. Elles découvrent parmi les fichiers, des vidéos de personnes et d’événements passés, y compris la guerre qui a conduit à la destruction de l’humanité. Plus tard, un animal semblable à Lechat, mais beaucoup plus grand que lui, apparaît soudainement et avale Yuuri. Chito poursuit la créature à l’extérieur du sous-marin et trouve Yuuri en vie car la créature n’avait voulu avaler que sa radio. La créature explique ensuite que leur but est de consommer et de stabiliser l’énergie instable, comme les armes. Elle dit que l’activité de la vie sur Terre finira par prendre fin et explique que leur travail dans la ville est terminé alors que d'autres créatures émergent des tubes de missiles du sous-marin. Elle dit que Yuuri et Chito sont les seuls humains qu’ils ont détectés jusqu’à ce niveau. Lentement, le sommet des créatures se dilate et s’ouvre comme des champignons, puis s'envolent, emportant Nuko avec eux. Le sous-marin étant maintenant complètement hors d'usage, Chito et Yuuri continuent leur voyage vers le plus haut niveau de la ville. Yuuri mouille son doigt pour suivre la direction du vent. L'épisode se termine par les deux filles quittant le sous-marin avec un nouveau sens de la camaraderie. |                |                    |                          |                       |

#### Musique
- Ugoku, Ugoku (動く、動く?) par Inori Minase et Yurika Kubo ;
- Seijaku no Tabiji (?) par Kenichiro Suehiro ;
- More One Night par Inori Minase et Yurika Kubo ;
- Amadare no Uta (?) par Inori Minase et Yurika Kubo ;
- Hitomi ni Utsuru Keshiki (?) par Kenichiro Suehiro.

Source : Myanimelist.net,girls-last-tour.com
Dans l'épisode 12 de l'anime, on peut entendre la Nocturne, opus 9 de Chopin no 2 être jouée.

#### Diffusion
La diffusion a eu lieu du 6 octobre 2017 au 22 décembre 2017 sur AT-X,,.

### Doublage
|           | Voix japonaise   |
| --------- | ---------------- |
| Chito     | Inori Minase     |
| Yuuri     | Yurika Kubo      |
| Kanazawa  | Akira Ishida     |
| Ishii     | Kotono Mitsuishi |
| Nuko      | Kana Hanazawa    |
| Automaton | Yuuki Kaji       |

Source : Animenewsnetwork.com, Myanimelist.net

## Réception

### Manga
Le manga remporte le prix Seiun de la meilleure bande dessinée en 2019,. La version anglophone des deux premiers volumes a été incluse dans la liste des grands romans graphiques pour adolescents de 2018 de l’American Library Association.
Le critique Benjamin Benoit décrit l'anime comme suit : « Girl's Last Tour a ce format fascinant de fuite en avant, de parcours (relativement) picaresque où seul un vague espoir de salut et l'absence d'alternative motivent la progression. Ce n'est pas très lumineux, c'est un peu désespéré et entier à la fois - elles sont seules au monde, mais elles sont toutes les deux. »

### Anime
La série animée remporte la catégorie « Best Slice of Life » aux Crunchyroll Anime Awards 2018. IGN a également classé Girls' Last Tour comme l'un des meilleurs anime des années 2010, le décrivant comme un « anime morose » qui est « rendu plus brillant grâce à la perspective [de Chito et Yuuri] sur un monde stérile »,.